# Мелиссанти
Мелиссанти (греч. Μελισσάνθη, псевдоним Ева Кугия-Скандалаки / греч. Ήβη Κούγια - Σκανδαλάκη; *8 апреля 1910, Афины — 9 ноября 1991) — греческий педагог, журналист и писатель. Ее имя также пишется как Ivi или Hebe ; различные варианты написания её фамилии также встречаются, например, Koúyia или Koughia.

## Биография
Ева Кугия-Скандалаки родилась в 1910 году в Афинах и изучала музыку, рисование, балет и классический танец.
С 1923 по 1924 год она лечилась в швейцарском санатории от туберкулёза. В институтах Афин изучала французский, немецкий и английские языки. Затем преподавала французский язык в афинских средних школах. Параллельно писала критические очерки к газетам и литературных журналов.
В 1932 году вышла замуж за Янниса Скандалакиса(греч. Ιωάννη Σκανδαλάκη).
Умерла в 1991 году, хотя некоторые источники и утверждают, что в 1990 году.

## Творчество
Первый поэтический сборник Мелиссанти «Phōnes entomou» («Голоса насекомых») была издана в 1930 году. Она продолжала печататься и в целом издала десять поэтических сборников. Сборник ее стихов «Ta poiimata tis Melissanthis 1930—1974» («Стихи Мелиссанти») была опубликована только в 1976 году.
Она также написала детскую пьесу « O mikros adhelfos» («Маленький брат»), за которую получила премию Сикиаридио. Она перевела произведения Роберта Фроста, Эмили Дикинсона и Райнера Мария Рильке на греческий язык.
Ее ранняя поэзия черпает вдохновение из религиозных тем; более поздние стихи находятся под влиянием экзистенциальных концепций.

## Награды
- Премия Афинской Академии (1936) за «O gyrismos tou asotou»
- Почетная награда Паламас (1945) за «Exomologisi»[4]
- Государственная премия за поэзию (1965)
- Золотой крест Ордена «За заслуги» (1965)[1]

## Избранная библиография[1]
- Phōnes entomou («Голоса насекомых») (1930)
- Profiteies («Пророчества») (1931, 1940)
- O gyrismos tou asotou («Возвращение блудного») (1935)
- Lyriki Exomologisi («Лирические исповеди») (1945)
- Anthropino Schima («Человеческое подобие») (1961)
- To fragma tis Siopis («Барьер тишины») (1965)
- Ta poiimata tis Melissanthis 1930—1974 («Стихи Мелиссанти») (1976)